# Вулиця Гоголя (Прилуки)
Ву́лиця Го́голя — вулиця в місті Прилуки. Пролягає від вулиці Галаганівської до вулиці Перемоги. Вулиця розташована в центральній та східній частинах міста (Нижні Кустівці).
Прилучаються вулиці Валова — Садова — 1-й та 2-й в'їзди Гоголя — вулиця Котляревського — 3-й в'їзд Гоголя — вулиця Миколи Леонтовича — Північний пров. — вулиці Кустівська — Героїв Чорнобиля — 4-й в'їзд Гоголя — вулиця Житня — 5-й в'їзд Гоголя. Нумерація йде від центру (№ 2-194, 1-193).

## Історія
Прокладена за Генеральним планом забудови міста 1802 року. Здобула назву від Трьохсвятительської церкви, що міститься на ній.
Сучасна назва — з 1925 року, на честь Миколи Васильовича Гоголя, видатного українського та російського письменника.

## Пам'ятки
- Трьохсвятительська церква (1878).